# Platythomisus sibayius
Platythomisus sibayius är en spindelart som beskrevs av Lawrence 1968. Platythomisus sibayius ingår i släktet Platythomisus och familjen krabbspindlar. Inga underarter finns listade i Catalogue of Life.